# Тревіс Стівенс
Тревіс Стівенс (англ. Travis Stevens; нар. 28 лютого 1986, Беллв'ю, Вашингтон, США) — американський дзюдоїст, срібний призер Олімпійських ігор 2016 року.

## Виступи на Олімпіадах
| Олімпіада   | Дисципліна | Місце |
| ----------- | ---------- | ----- |
| Пекін 2008  | До 81 кг   | 9     |
| Лондон 2012 | До 81 кг   | 5     |
| Ріо 2016    | До 81 кг   | 2     |